# Kouzelný měšec
Kouzelný měšec je česko-německá filmová pohádka z roku 1996. Film se natáčel v Kraji Vysočina, přesněji v Telči, Náměšti nad Oslavou a na zámku v Průhonicích.

## Děj
Čarodějnice Bludimíra se probudí po 27 letech ze spánku a zjistí, že její kouzelnická kniha je zničena. Aby získala peníze, vydá se spolu se svým služebníkem Huhlou jako půvabná šlechtična do království krále Jana, kde chce získat kouzelný měšec. Král zrovna hledá pro svou dceru princeznu Blanku ženicha a budoucího krále. Zájem o ni má princ Velemír. Když ale zjistí, že byl uloupen kouzelný měšec, princezna pro něj náhle ztratí cenu. O ztrátě měšce a problémech sousedního království se dozví princ Petr, který začne na hradě sloužit jako kominík a hledá měšec. Po měšci patrá i Bludimíra, která si získala přízeň krále, a zloději Chytrouš a Bystrouš, kteří se také dostali do hradu. Princezna Blanka a princ Petr se do sebe zamilují a s pomocí čarodějčina sluhy Huhly, který jí již nechce nadále sloužit, odhalí Bludimíru. A právě za jeho pomoci je měšec je nalezen, Bludimíra poražena a Blanka a Petr se vezmou.

## Obsazení
- Mahulena Bočanová – Bludimíra (namluvila Simona Stašová)
- Rudolf Hrušínský – Huhla
- Tina Ruland – princezna Blanka (namluvila Dana Černá)
- Ondřej Vetchý – princ Velemír
- Jiří Krytinář – trpaslík Prskoš
- Saša Rašilov – princ Petr
- Miloš Kopecký – regent
- Uwe Ochsenknecht – Chytrouš (namluvil David Schneider)
- Max Tidof – Bystrouš (namluvil Zdeněk Hruška)
- Kurt Weinzierl – král Jan (namluvil Josef Vinklář)
- Monika Kobrová – Meluzína
- Miroslav Táborský – Ohnivec
- Eva Spoustová – Betka
- Stella Zázvorková – trhovkyně
- Stanislav Zindulka – kominík

a další…